# Eliakim

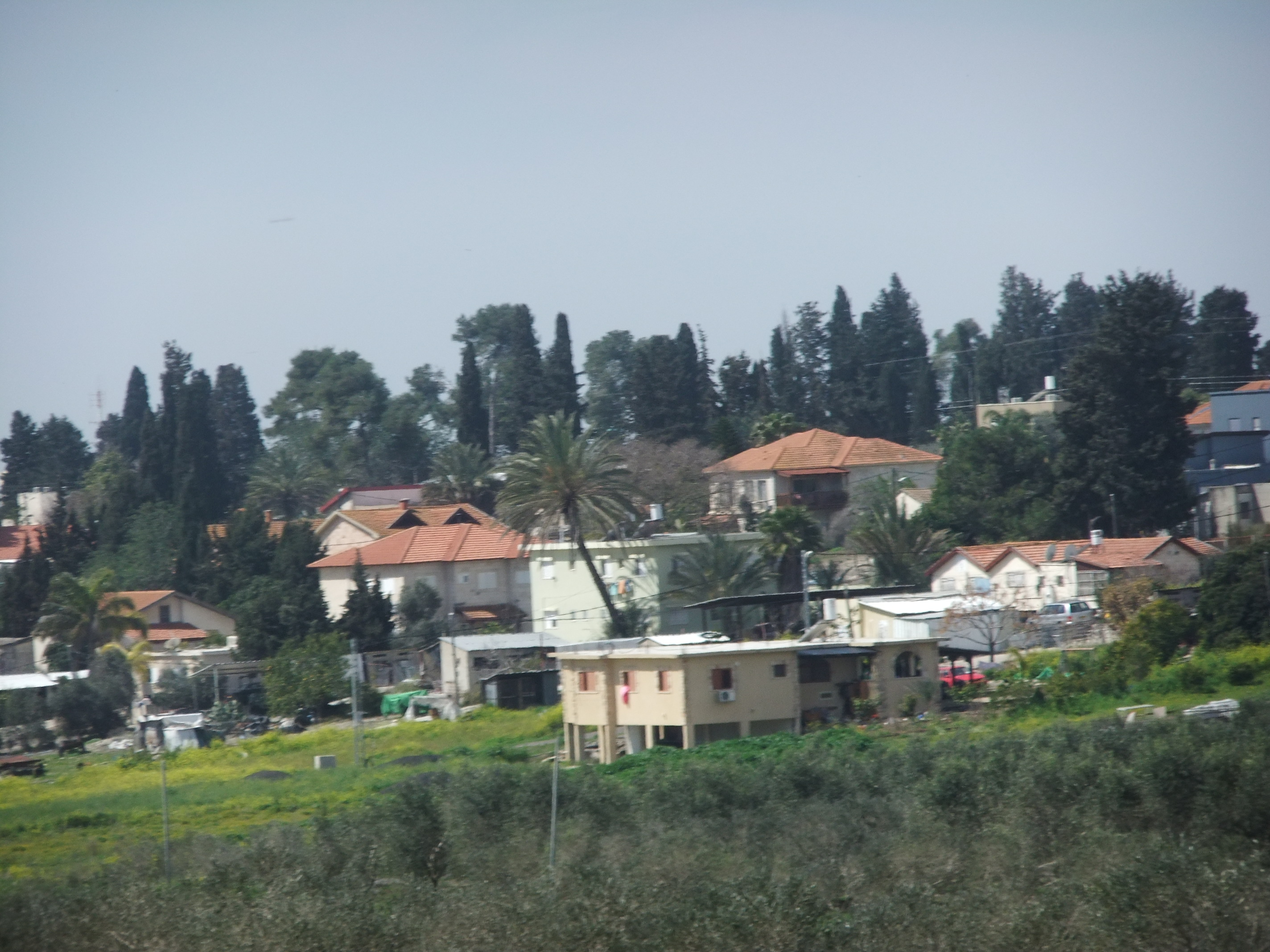
Eliakim

Eliakim (in ebraico אֶלְיָקִים) è un moshav nel nord di Israele. Situato nelle Menashe Heights, rientra nella giurisdizione del Consiglio regionale di Megiddo. Nel 2021 aveva una popolazione di 969 abitanti.

## Storia
Il villaggio fu fondato nel 1949 come moshav da rifugiati ebrei dallo Yemen. E prende il nome da Jehoiakim (che originariamente si chiamava Eliakim), un re di Giuda (2 Re 23:34). Nel 1970 fu convertito in un insediamento comunale, ma ritornò ad essere un moshav nel 2008.

## Archeologia
Una grande grotta funeraria è stata portata alla luce a Eliakim, con un'iscrizione mal eseguita sopra il suo ingresso, utilizzando la scrittura samaritana, che recita "El'azar figlio di Azariah". La grotta ospita tre fosse sepolcrali e un loculo.